# Балка Чернеча (притока Кальміусу)
Балка Чернеча — балка (річка) в Україні у Нікольському й Новоазовському районах Донецької області. Права притока річки Кальміусу (басейн Азовського моря).

## Опис
Довжина балки приблизно 14,68 км, найкоротша відстань між витоком і гирлом — 12,11  км, коефіцієнт звивистості річки — 1,21 . Формується багатьма балками та загатами.

## Розташування
Бере початок на північній околиці села Кирилівки. Тече переважно на південний схід через село Водяне і на північно-західній околиці села Черненко впадає у річку Кальміус.
Населені пункти взбовж берегової смуги: Орлівське.

## Цікаві факти
- На балці існує ботанічний заказник місцевого значення Балка Чернеча.
- У XX столітті на балці існували молоко,- птице-тваринні ферми (МТФ, ПТФ), водокачки, водосховища, декілька газгольдерів та газових свердловин[3].